# Kōshō-ji
Kōshō-ji (jap. 興聖寺) – klasztor szkoły zen sōtō w Uji, pierwsza świątynia wybudowana jako klasztor zen w Japonii, utrzymana w chińskim stylu.

## Historia klasztoru
Klasztor został wybudowany przez Eiheia Dōgena w Fukakusa na południu od Kioto. Prace rozpoczęły się w 1230 roku. Dōgen od razu zamieszkał w tym klasztorze i przebywał w nim do 1243 roku. Kulminacyjnym momentem budowy było postawienie budynku mnichów (jap. sōdō), co stało się w 1236 roku. W październiku nastąpiła ceremonia konsekracji, w czasie której klasztor otrzymał nazwę Kōshōhōrin, w skrócie Kōshō. Dopiero po roku ukończono budowę budynku Dharmy (jap. hattō). Klasztor wybudowany był zgodnie z ideą Dōgena – klasztor jest ośrodkiem zen z trzema głównymi budynkami. Był to pierwszy klasztor w Japonii z budynkiem mnichów.
Kenchō-ji był pomyślany jako ucieczka od kontrolowania życia monastycznego przez arystokratycznych kleryków, chociaż z biegiem czasu i on zależał od dotacji patronów z Kioto, i od ich tolerancji. Natomiast przenosiny do Echizen oznaczały już całkowitą zależność ekonomiczną od klasy militarnej.
Jednymi ze sponsorów budowy Kenchō-ji byli arystokratyczna mniszka Shōgaku, która ufundowała budynek Dharmy (hattō) i Fujiwara Noriei (buddyjskie imię – Guzeiin), który ufundował pulpit na podwyższeniu (jap. hōza).
Klasztor był wystarczająco pojemny, aby pomieścić uczniów, zarówno mnichów, jak i laików. Rosnąca wrogość ze strony mnichów szkoły tendai, wskazywała, na coraz większą popularność idei Dōgena i jego ruchu.
W ciągu pobytu w Kōshō-ji Dōgen napisał główne części swojego opus magnum – Shōbōgenzō oraz Fukanzazengi, Daishingi i Gakudoyojinshu. Były to najlepsze lata mistrza jako nauczyciela i myśliciela. Nie widział różnicy w praktyce mniszek i mnichów, oraz mnichów i laikatu. Tak szerokie rozumienie praktyki zen dominowało również u jego uczniów w tym klasztorze, którzy stanowili pełne spektrum społeczeństwa Japonii: arystokraci i biedacy, starzy i młodzi, mężczyźni i kobiety, mnisi i laicy.
Wiosną 1241 roku mnich Kakuzan Ekan ze szkoły Daruma-shū przyprowadził swoich uczniów do tego klasztoru. Wkrótce stali się oni najważniejszymi uczniami Dōgena. Byli nimi m.in. Koun Ejō, Tettsū Gikai, Kangan Giin, Gien oraz Gijun. W tym klasztorze ukształtował się i osiągnął oświecenie starszy o dwa lata od Dōgena Koun Ejō.
Po przenosinach Dōgena do Echizen, gdzie wybudował Eihei-ji, Kenchō-ji był prowadzony przez Gijuna. Przyczyny opuszczenia klasztoru przez Dōgena nie są znane. Niektórzy z historyków przypuszczają, że mogły przyczynić się do tego ataki ze strony mnichów tendai, jednak teksty pisane wówczas przez mistrza nie wspominają o takich wypadkach. Również wspólnota mnichów pozostała w Kenchō-ji zdolna była do przeprowadzenia 90-dniowego letniego odosobnienia medytacyjnego.
Praktyka w klasztorze stopniowa zamierała, a w końcu został on całkowicie zniszczony w czasie wojen domowych w Japonii. W 1649 roku Ban’an Eishu (1591–1654) odbudował klasztor z donacji lokalnego władcy Nagai Naomasy w Uji, na północnym brzegu rzeki Uji.
Od okresu odbudowy, przez okres Edo (1603-1867) praktyka w klasztorze wzmocniła się i wyszło z niego wielu słynnych mnichów tego czasu.
W 1775 roku rozpoczął swoją praktykę zen w tym klasztorze Ryōkan Taigu, słynny później ze swoich osiągnięć na polach ascezy i poezji. Opatem był wtedy Genjō Haryō.
Obecnie klasztor pełni funkcję ośrodka treningowego dla klasztoru Eihei.

## Adres klasztoru
- 27-1, Uji Yamada, Uji, Kyoto Prefecture 611-0021, Japan

## Galeria

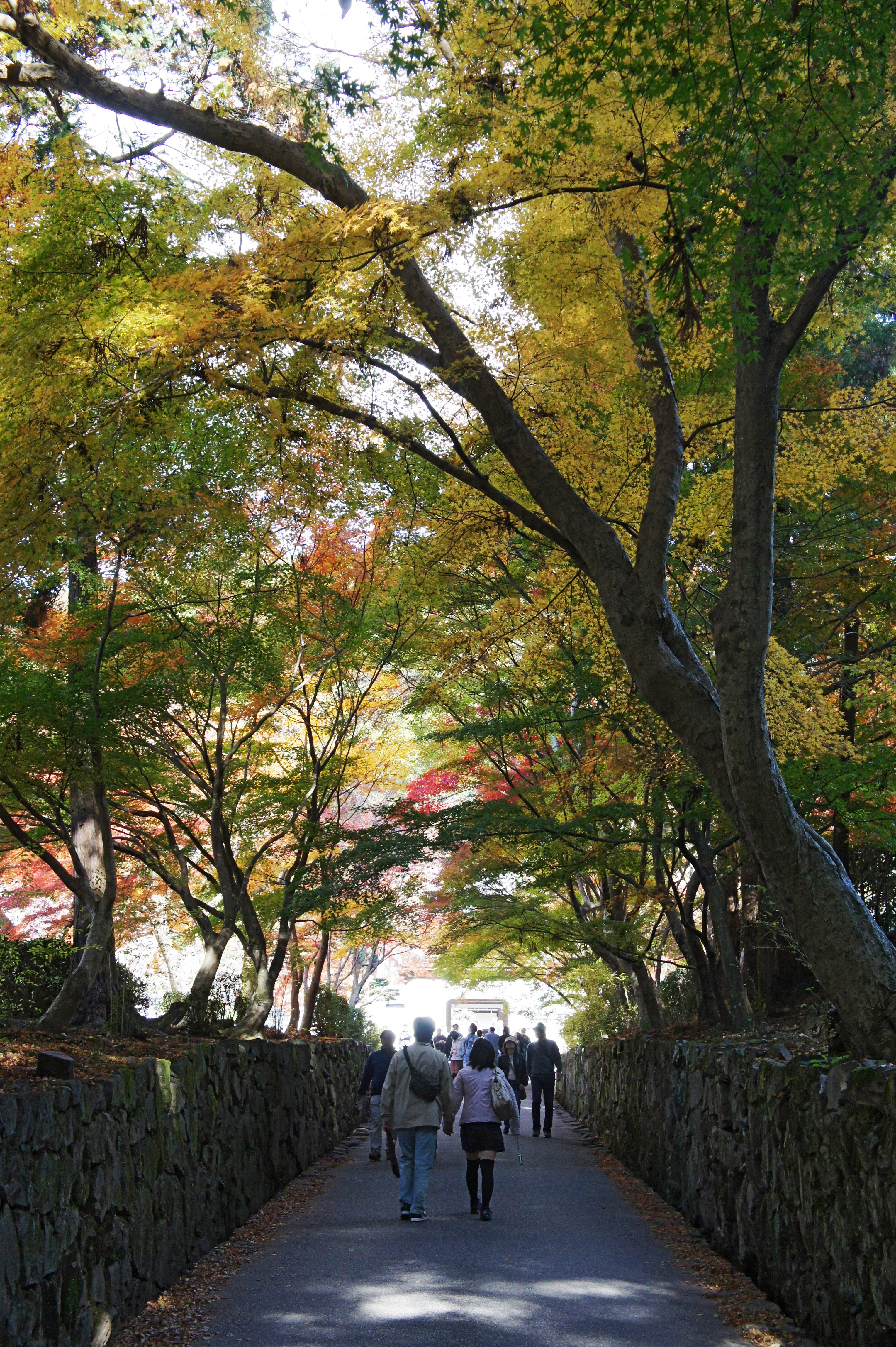
Droga do klasztoru
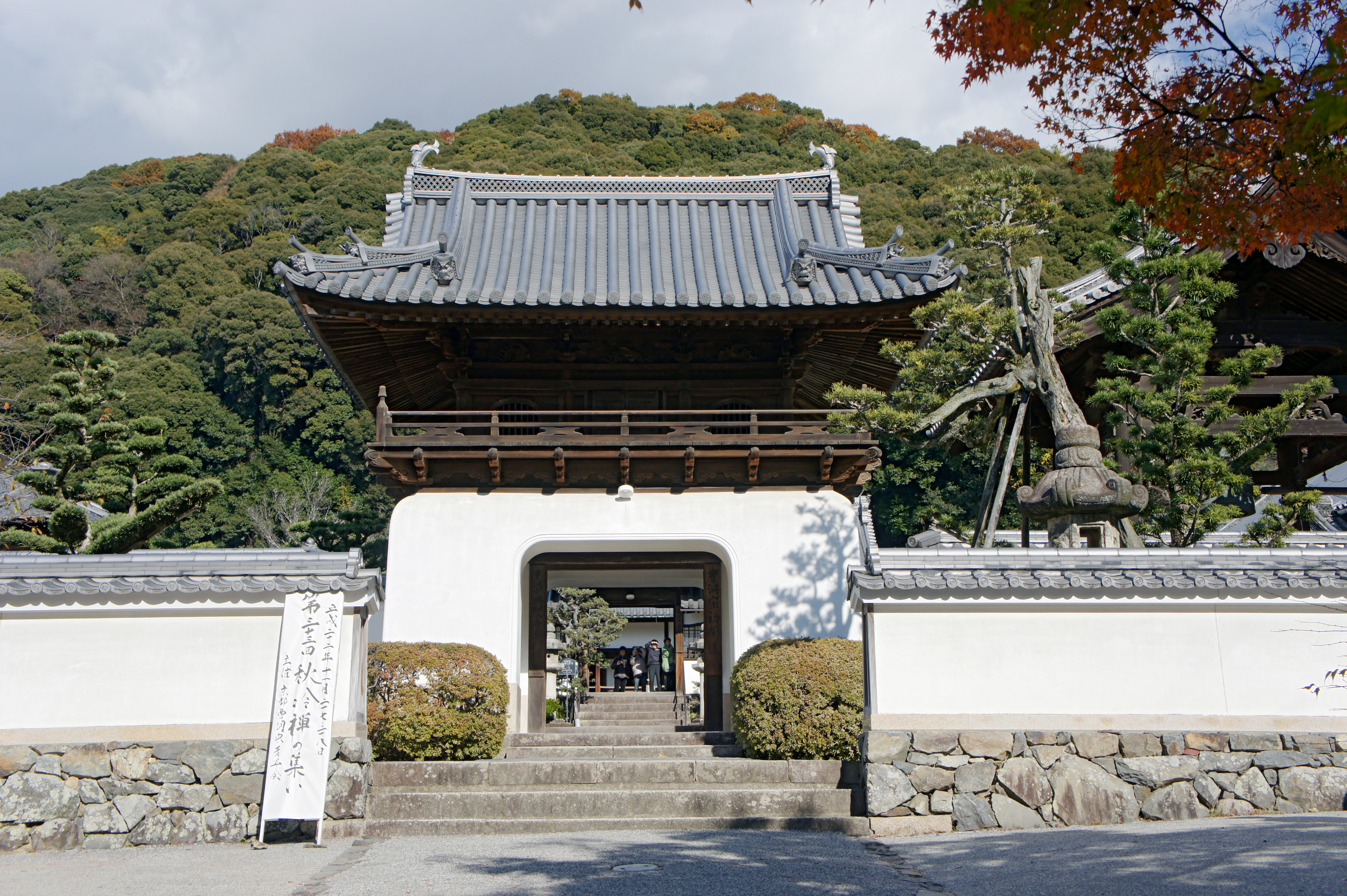
Brama
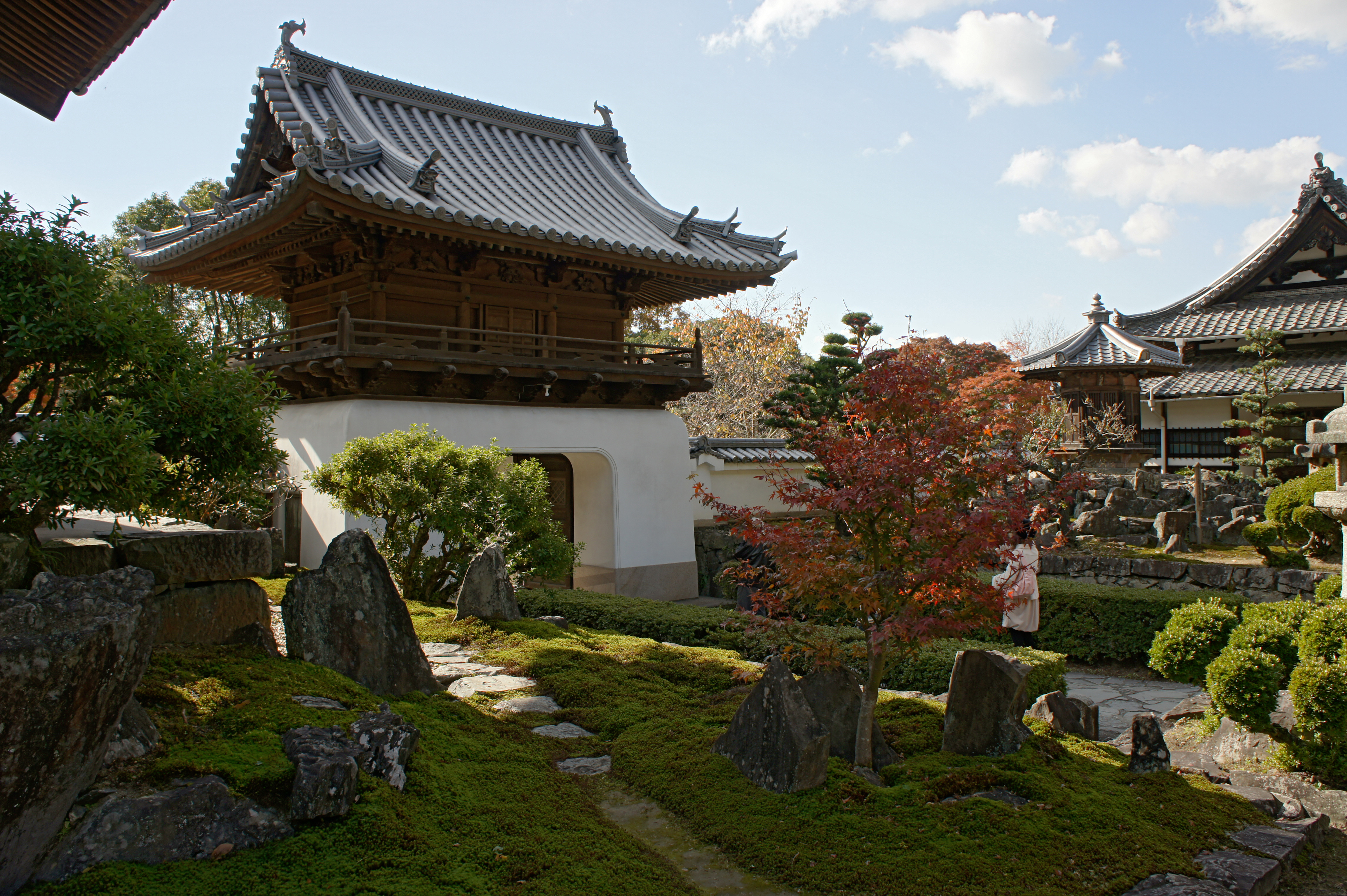
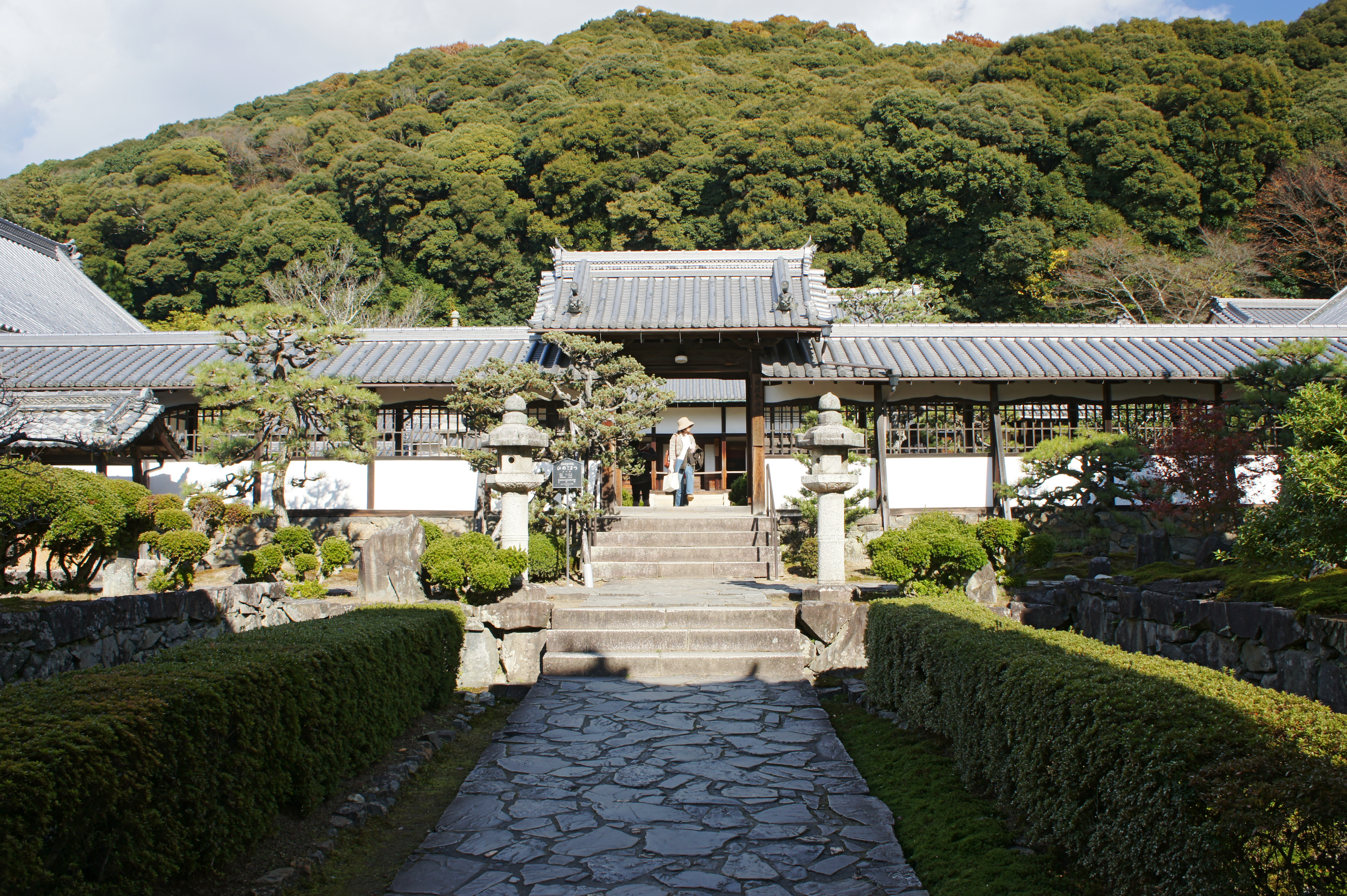
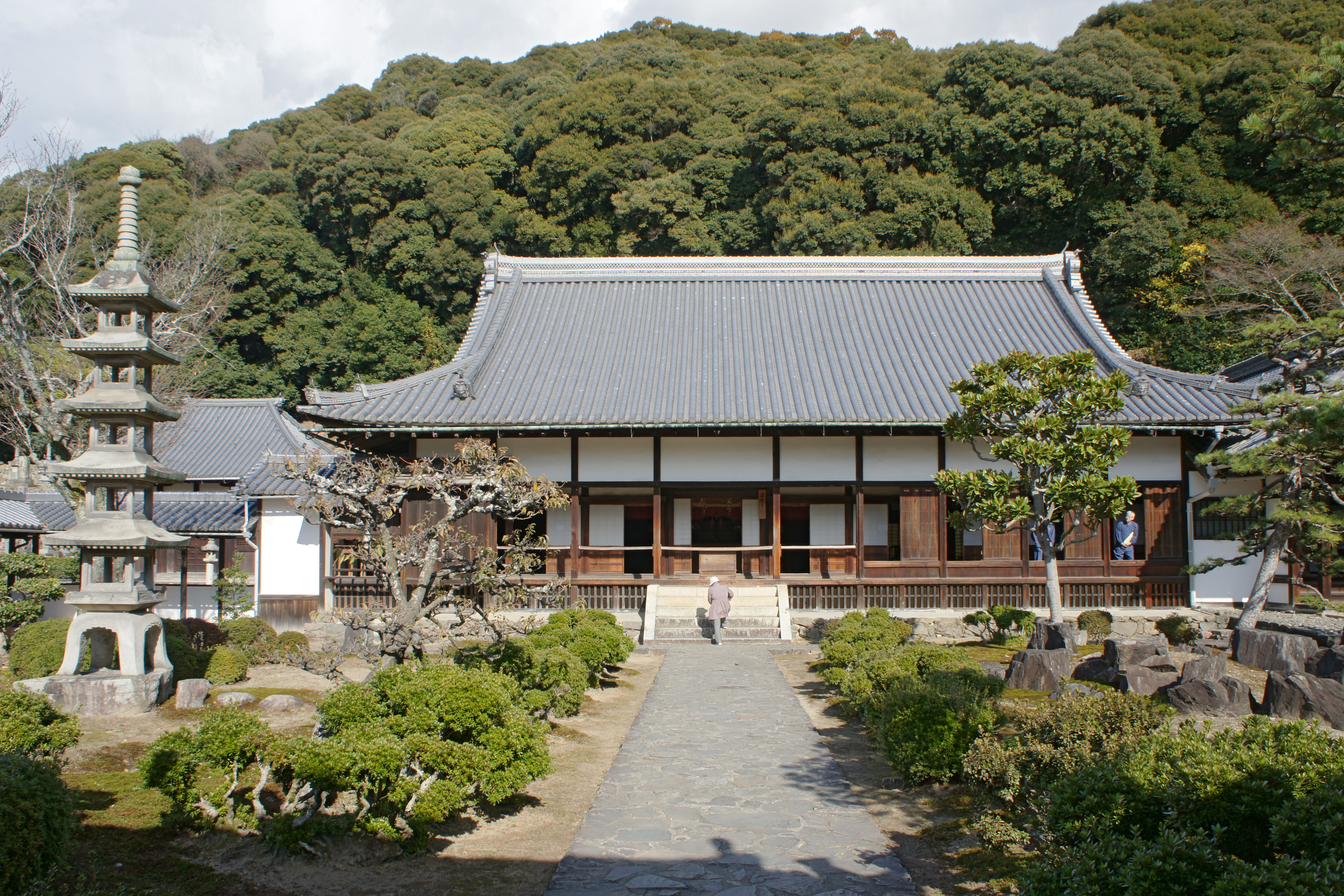
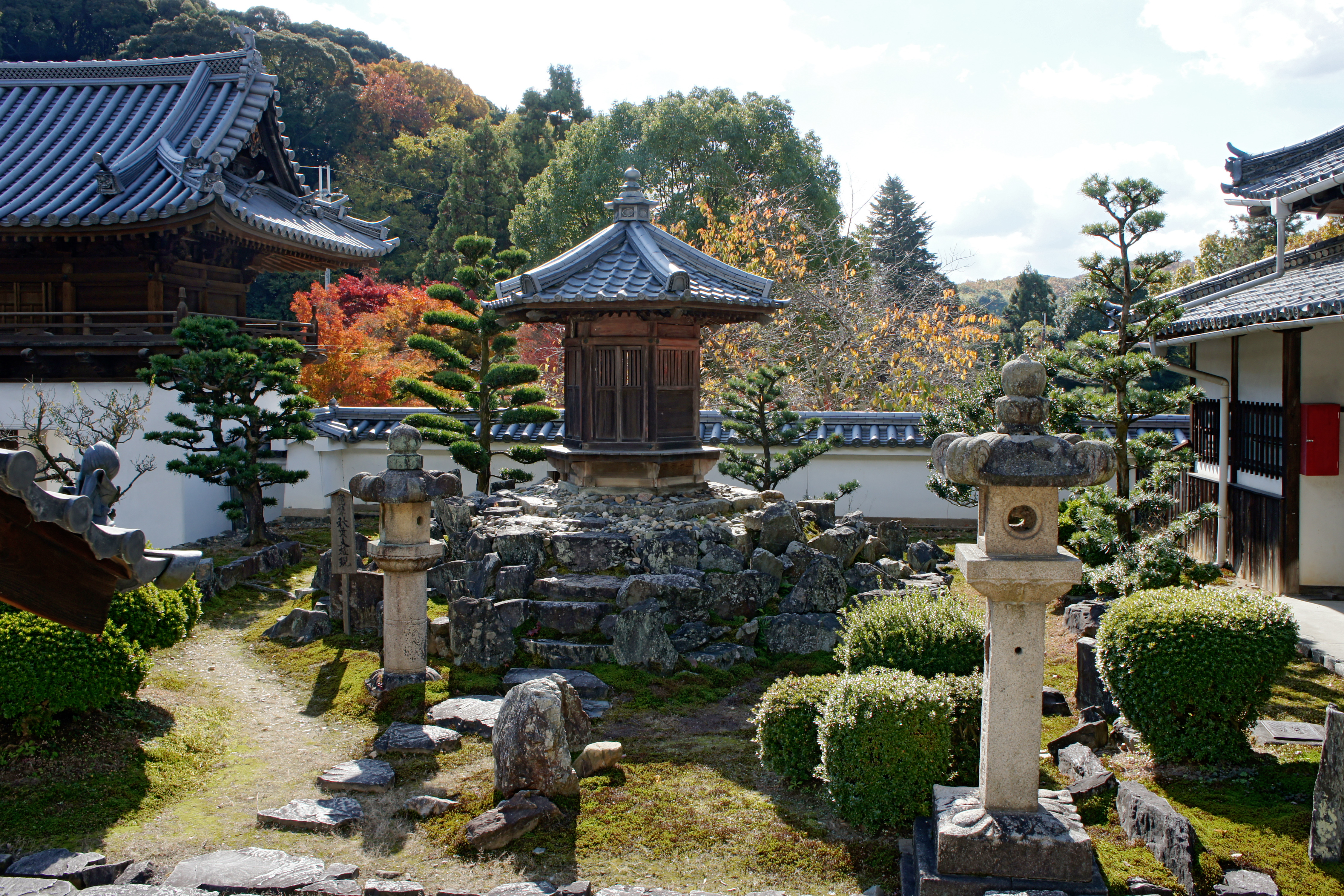
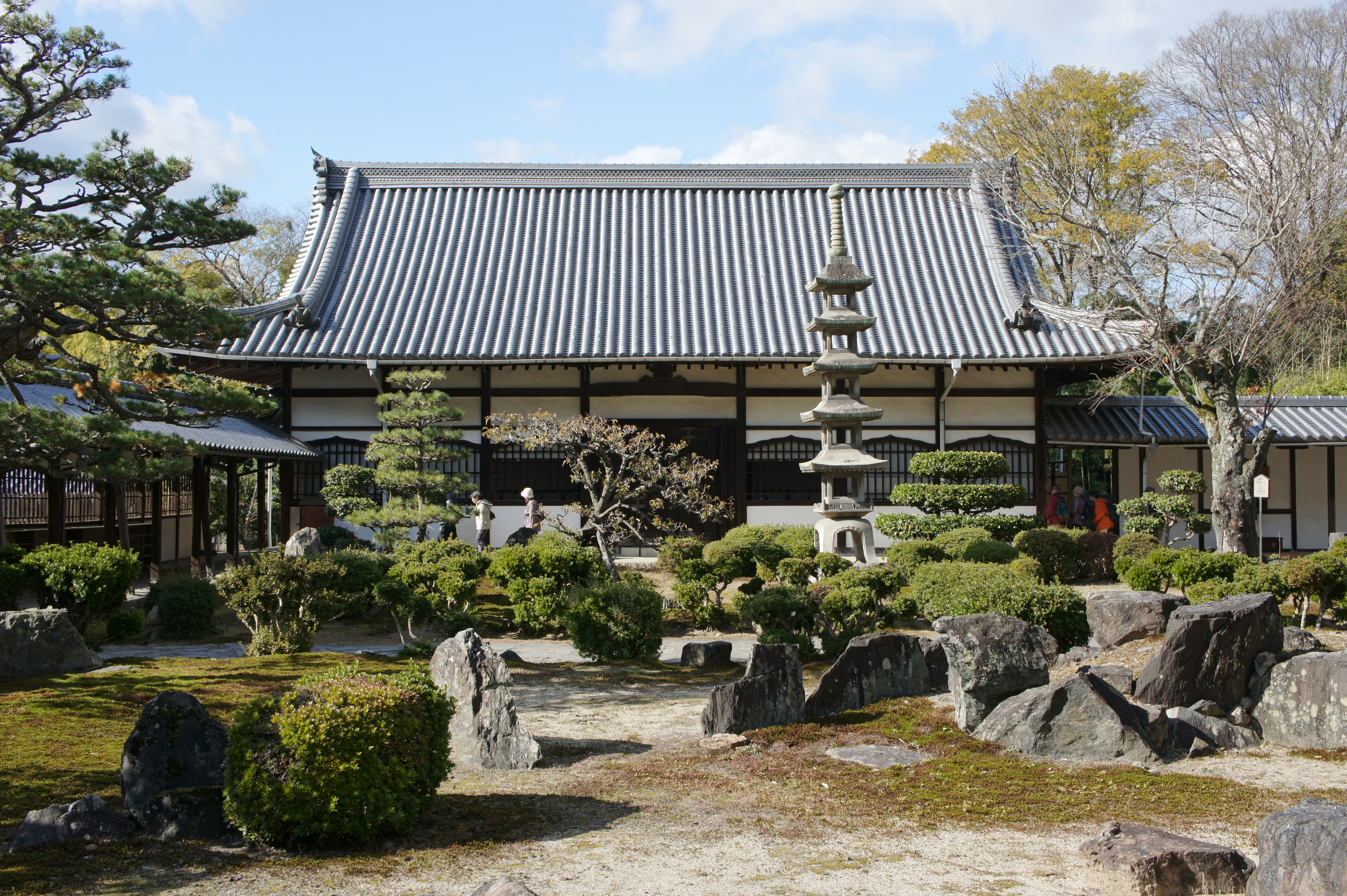
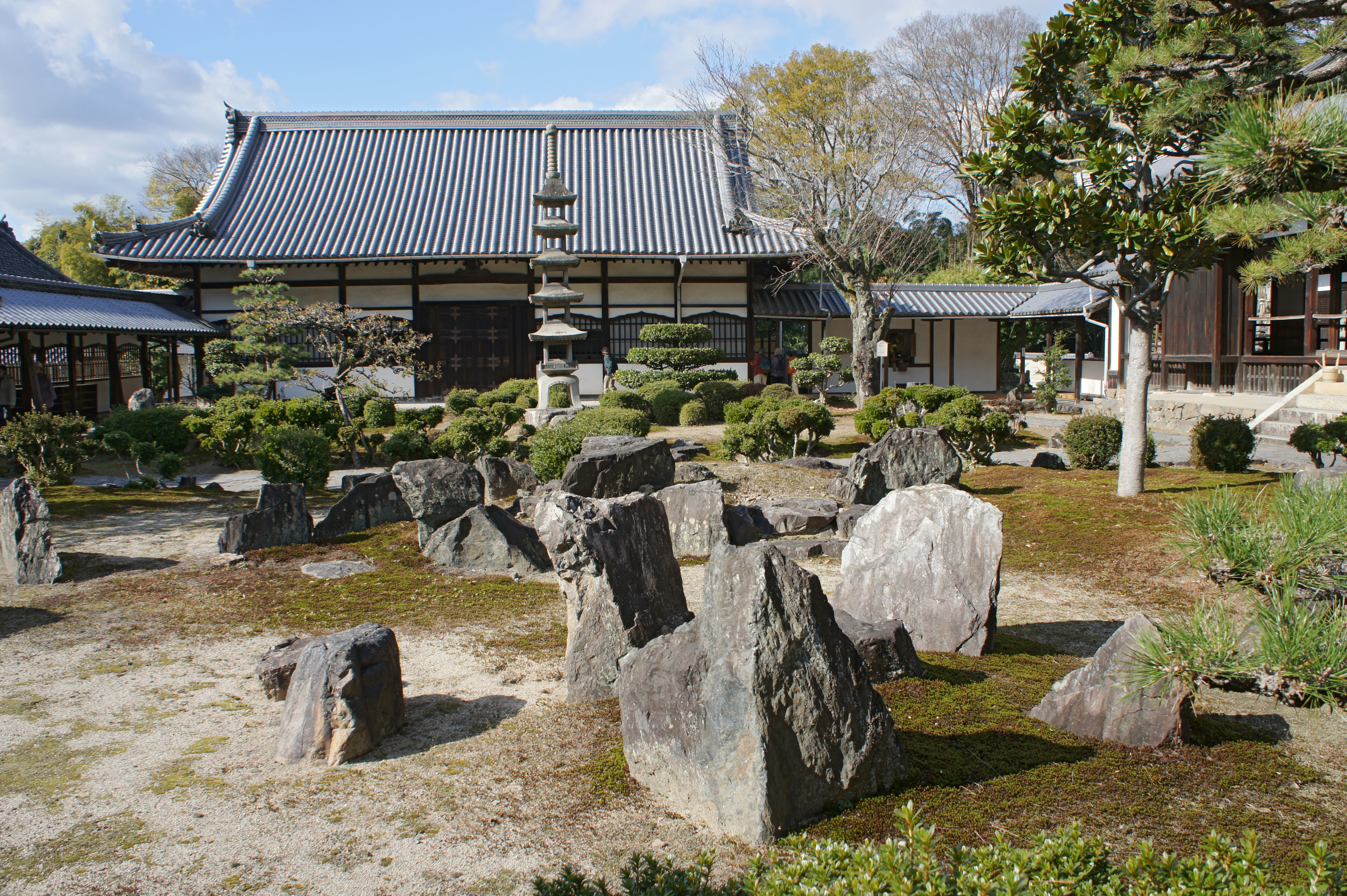
Ogród
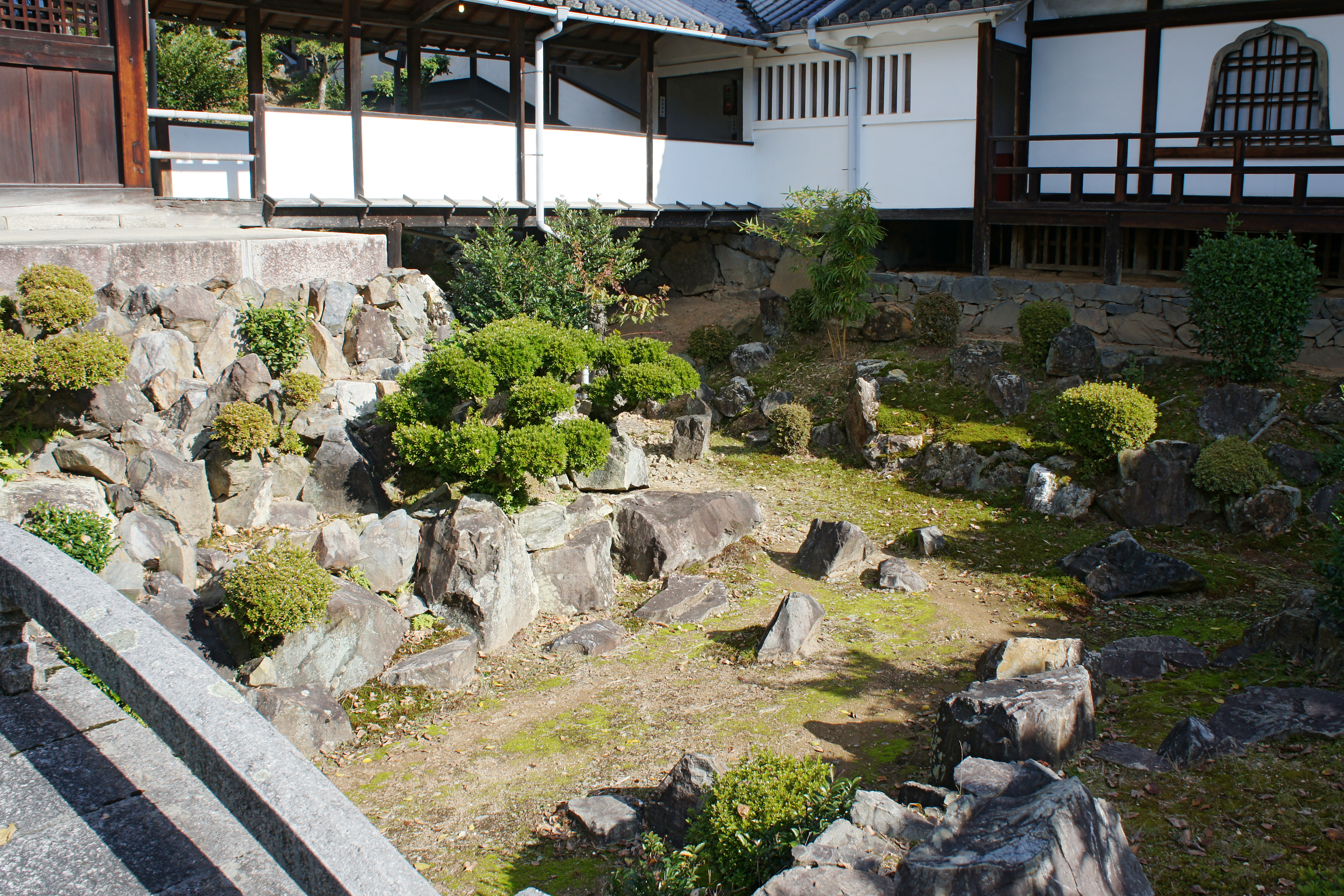
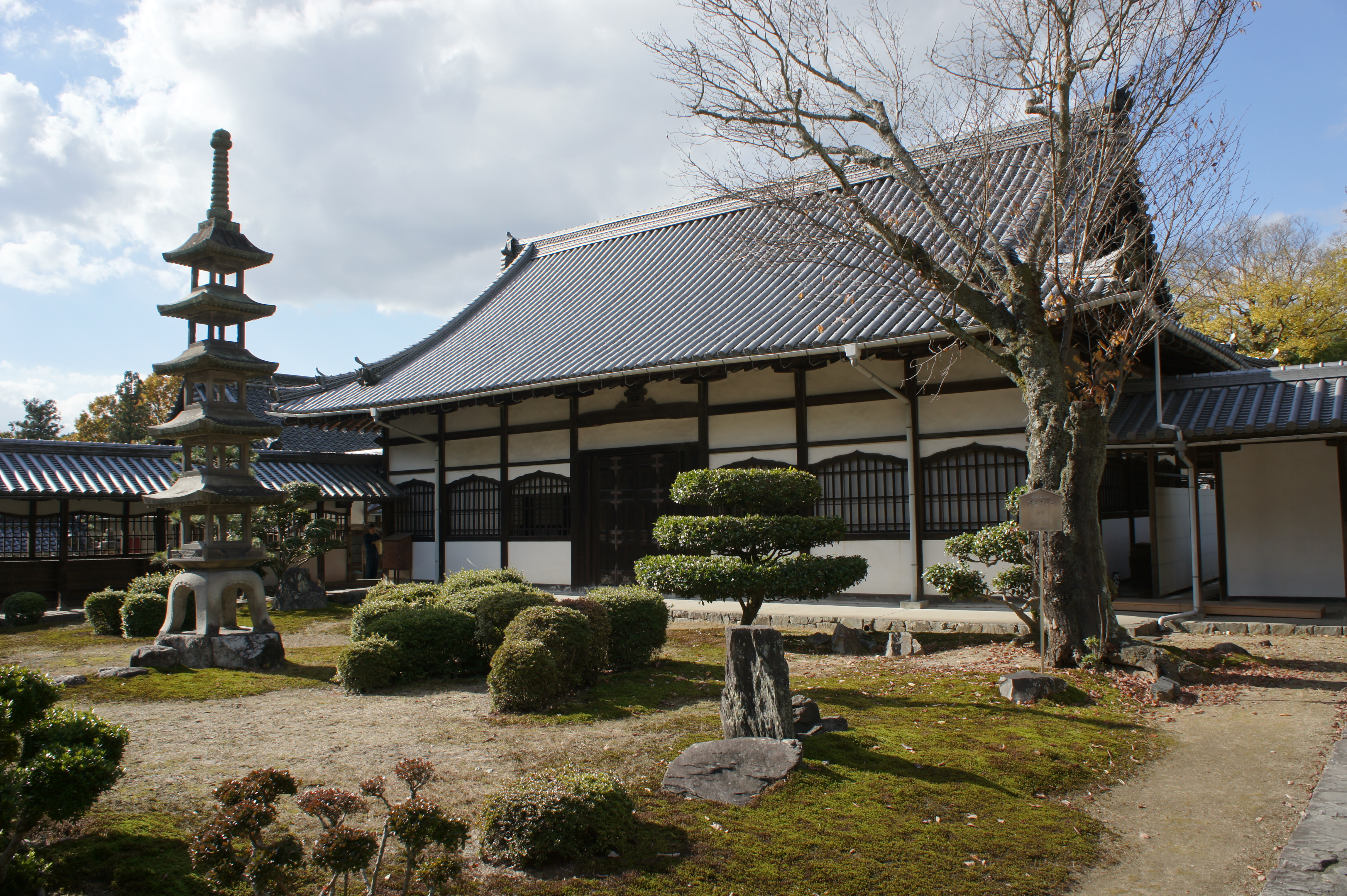
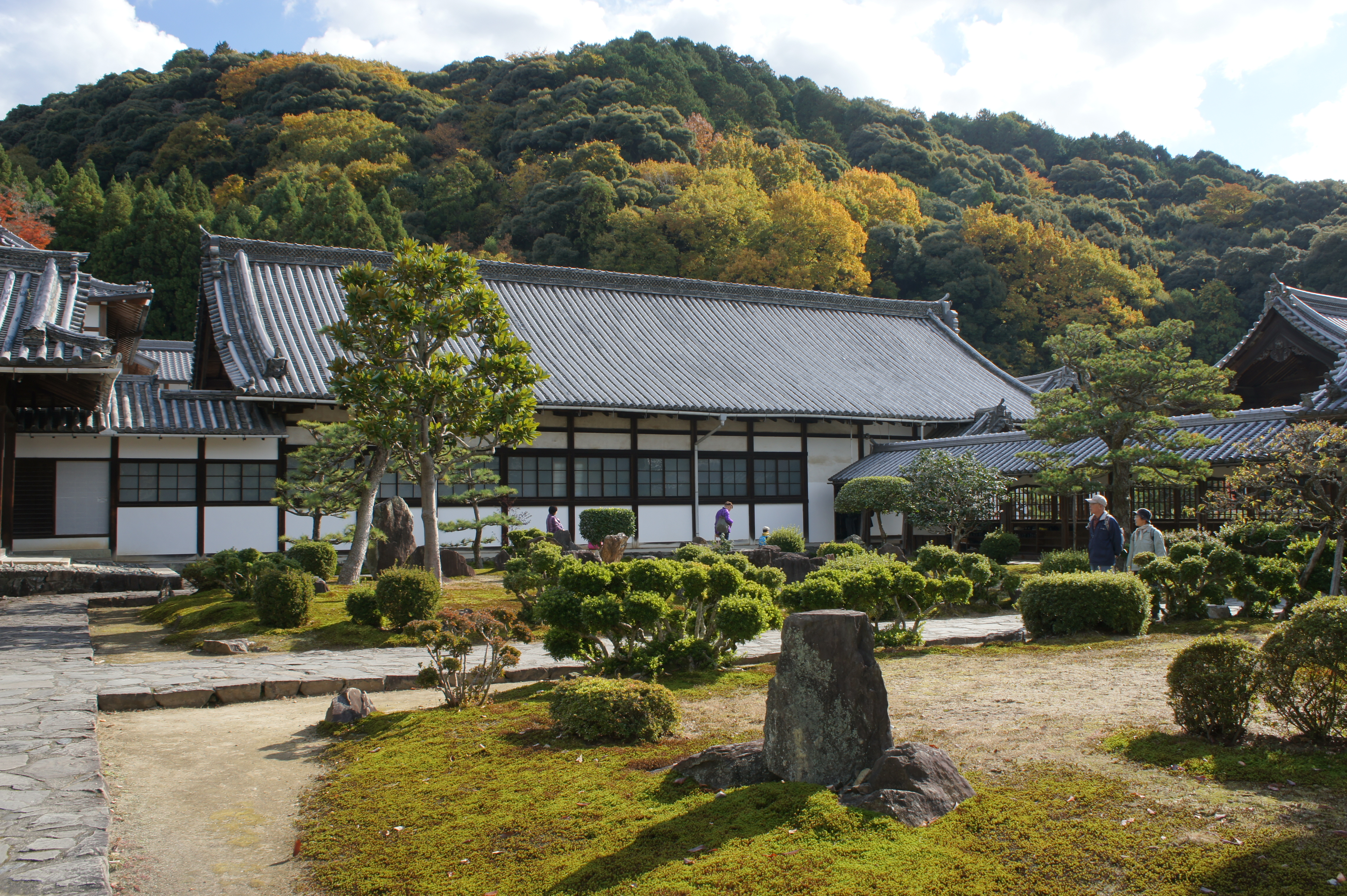
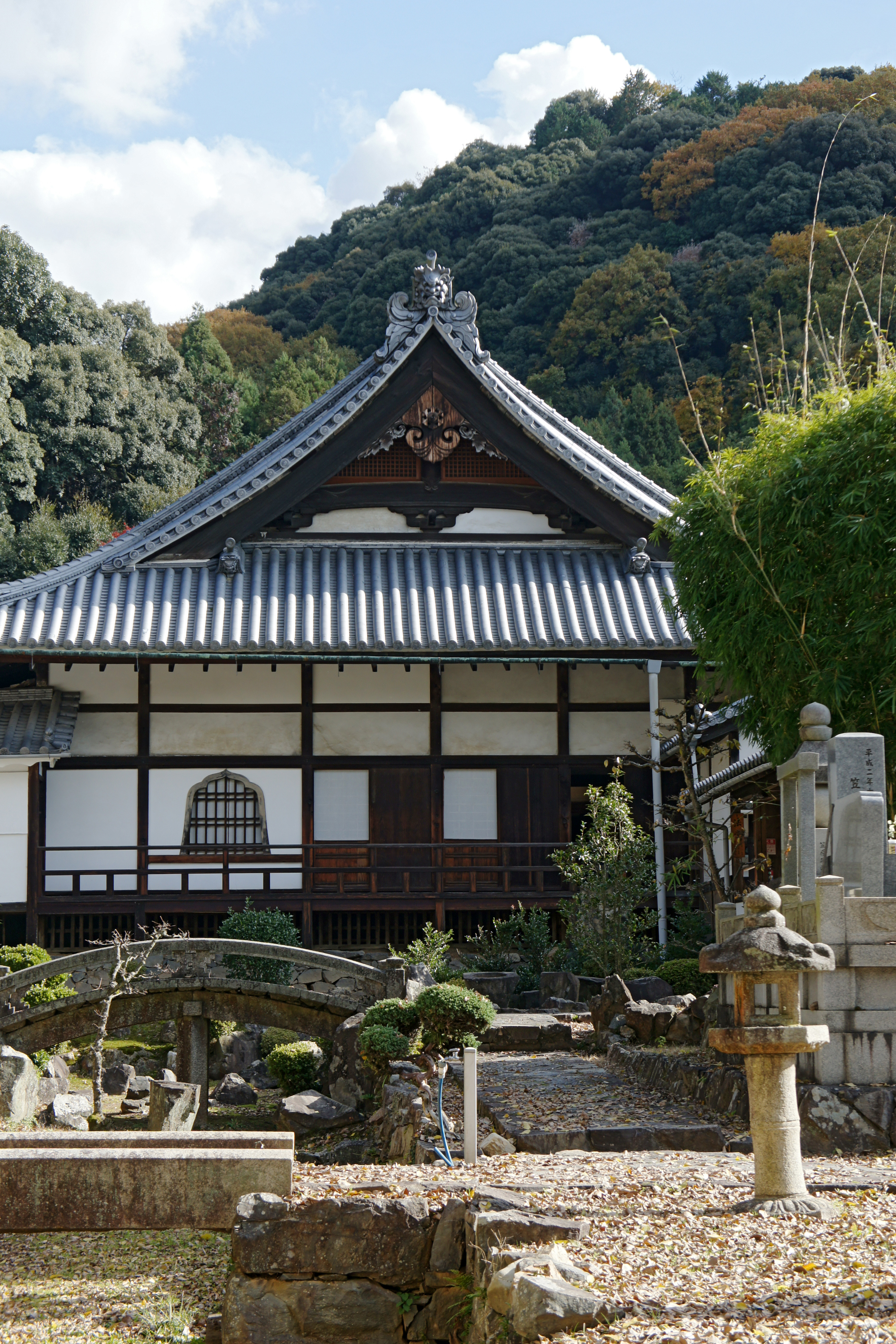
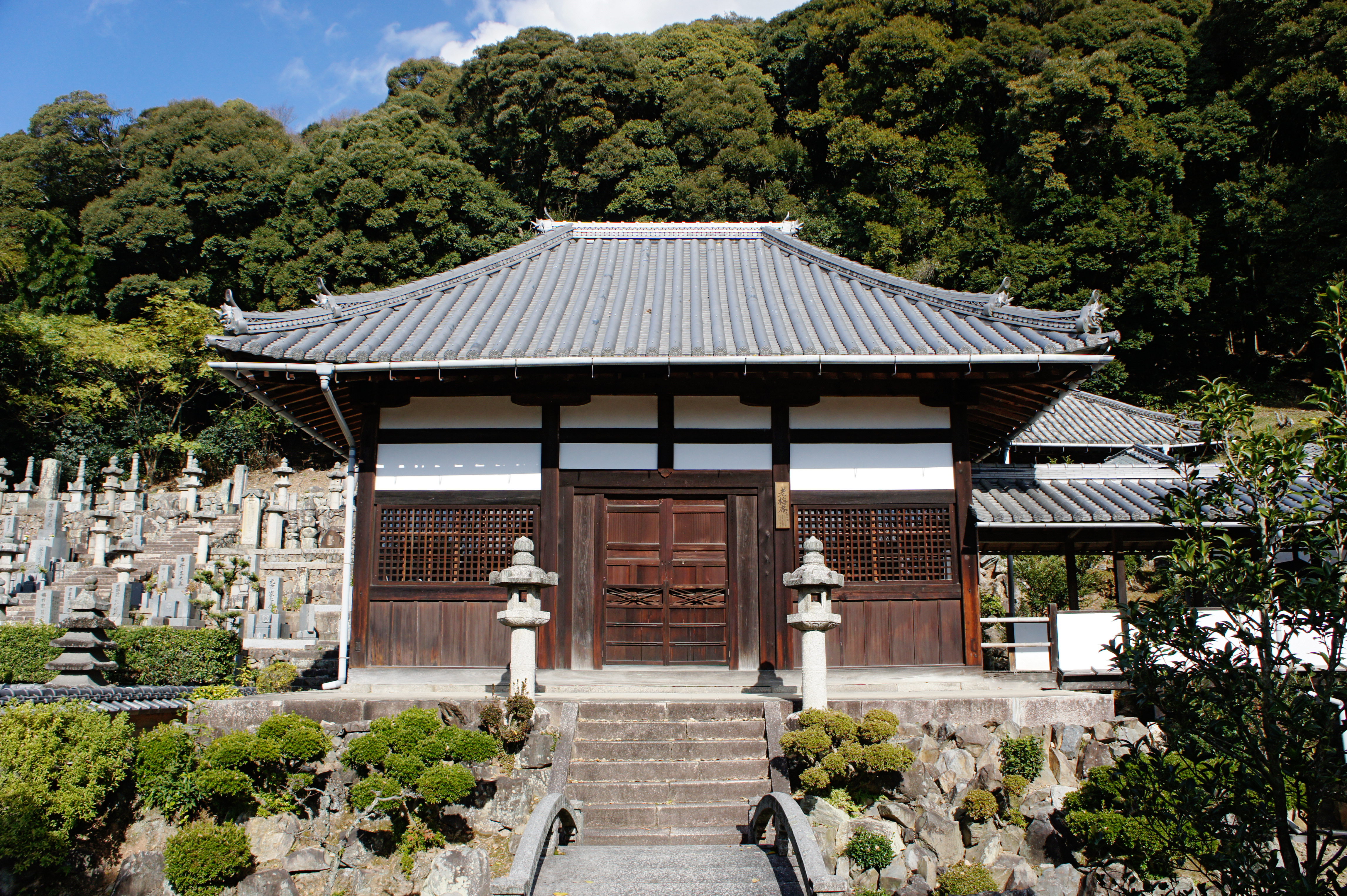
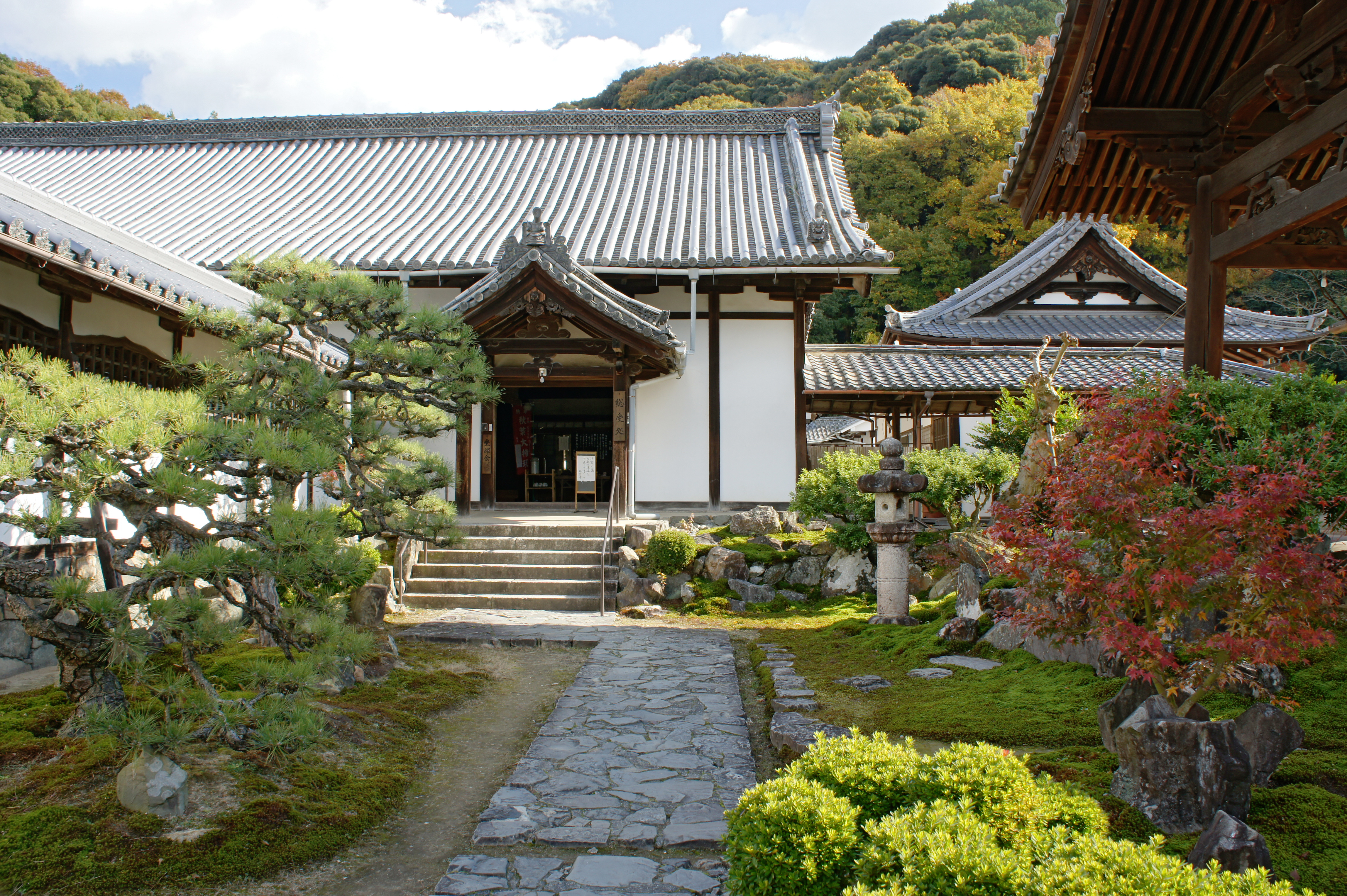
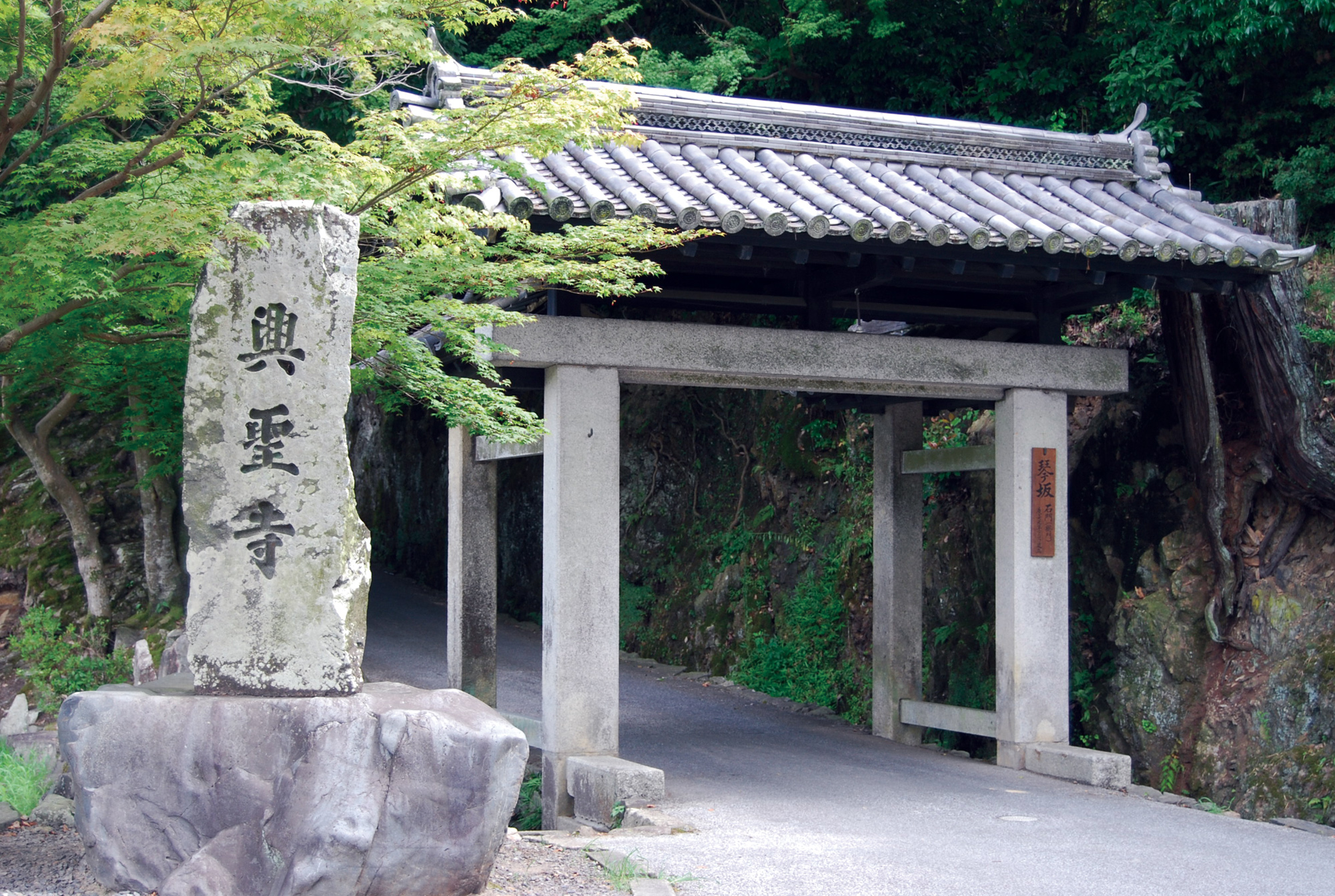